# Mimacraea costleyi
Mimacraea costleyi är en fjärilsart som beskrevs av Druce 1912. Mimacraea costleyi ingår i släktet Mimacraea och familjen juvelvingar. Inga underarter finns listade i Catalogue of Life.